# روبرتو فاسكيز
روبرتو فاسكيز (بالإسبانية: Roberto Vásquez)‏ مواليد 26 مايو 1983 في مدينة بنما، هو ملاكم بنمي يصنف ضمن فئة وزن الذبابة. حقق بطولة رابطة الملاكمة العالمية. بدأ مسيرته الاحترافية في 17 مارس 2001.

## إحصائيات
خاض خلال مسيرته 25 نزالا، فاز في 24 ولم يتعادل وخسر في 1. فاز بالضربة القاضية في 17 نزالا.

## روابط خارجية
- روبرتو فاسكيز على موقع بوكس ريك (الإنجليزية) (registration required)